# Verona (SASEサービス)
Verona（ヴェローナ）は、株式会社網屋が提供しているフルマネージドSASE (Secure access service edge) サービス。

## 概要
従来のVPNに依存しないゼロトラストの考え方を基盤にし、ネットワークとセキュリティを統合した SASE（Secure Access Service Edge） アーキテクチャを採用。日々の運用・設定管理・障害対応をエンジニアが代行するフルマネージドサービスが標準付帯。

## 機能
- アプリケーションコントロール
- URLフィルタリング
- DNSセキュリティ
- IPS/IDS
- アンチウイルス
- アンチスパム
- クライアント証明書認証
- ダイナミックポートコントロール
- マイクロセグメンテーション
- ファームウェア更新
- ローカルブレイクアウト機能
- ロードバランス機能

## 関連製品
- Hypersonix（ハイパーソニックス） - ビジネス無線LANをクラウドから設定/運用するクラウド無線LANサービス